# Komodo
För andra betydelser, se Komodo (olika betydelser).
Komodo är en ö i Indonesien och en av de platser där komodovaranen lever i vilt tillstånd. Administrativt är ön en del av provinsen Nusa Tenggara Timur. Ön har en yta på 390 km² och en folkmängd på drygt 1 000 personer.